# Mohamed Taha Siala
Mohamed Taher Siala (en arabe : محمد طاهر سيالة), né le 27 mai 1943, est un homme politique libyen. Il est ministre des Affaires étrangères entre 2016 et 2021 au sein du gouvernement d'union nationale.

## Biographie
Mohamed Taha Siala a été, avant 2011, un fonctionnaire au sein du gouvernement libyen sous le régime de Mouammar Kadhafi.

### Carrière politique
Mohamed Taha Siala est l'un des dix-huit ministres nommés dans le cadre du gouvernement d'accord national reconnu internationalement, en janvier-février 2016, dans le but de réunir la Libye. 
En juin 2016 à Bruxelles, il rencontre Jens Stoltenberg, le secrétaire général de l'OTAN, et discutent de la situation en matière de sécurité en Libye et d'une éventuelle assistance militaire au GNA. Il rencontre  également Federica Mogherini, chef des affaires étrangères de l'Union européenne, et Didier Reynders, ministre des Affaires étrangères de la Belgique, afin de s'entretenir sur les questions de sécurité, de la traite des êtres humains en Libye et de la nomination d'un nouvel ambassadeur libyen auprès de l'UE. 
En mars 2017, il accompagne le vice-premier ministre du GNA, Ahmed Maiteeq, à une réunion à Moscou avec le représentant spécial du président de la Russie pour le Moyen-Orient et l'Afrique, Mikhail Bogdanov. Là, ils évoquent la crise libyenne en cours et des solutions pour résoudre le conflit, y compris la possibilité de négociations entre le GNA et la Chambre des représentants basée à Tobrouk. Cela faisait partie d'un effort pour améliorer les relations entre la Russie et le GNA libyen, car actuellement leurs rivaux, la Chambre des représentants et le maréchal Khalifa Haftar, ont des relations étroites avec le pays.
Lors d'une conférence de presse à Alger le 9 mai 2017, Siala a nommé le maréchal Haftar commandant en chef de l'armée libyenne, puis a précisé que le GNA lui donnerait ce poste s'il reconnaissait le gouvernement soutenu par l'ONU.
Le 2 novembre 2017, Siala rencontre une délégation de parlementaires estoniens, dirigée par l'ancien ministre estonien des Affaires étrangères Keit Pentus-Rosimannus. Elle déclare alors qu'une solution politique en Libye était importante pour l'UE et l'Estonie et a également affirmé le soutien de l'Estonie aux efforts libyens contre le trafic d'armes et de drogues. De l'avis du ministre libyen des Affaires étrangères, il est nécessaire de tenir un référendum constitutionnel ainsi que des élections pour déterminer l'avenir du pays. Lors d'un sommet tenu en Bolivie le 24 novembre, il rencontre le vice-président iranien Eshaq Jahangiri, déclarant que les deux parties souhaitaient approfondir les relations Iran-Libye.
Début 2018, il s'entretient avec l'ambassadeur britannique Frank Baker pour discuter des efforts de reconstruction en Libye.
En septembre 2018, il désavoue le maréchal Khalifa Haftar, commandant en chef de l’armée libyenne, qui a quelques jours plus tôt menacé de déclarer la guerre à l’Algérie, estimant que cette dernière « profitait de la situation sécuritaire de la Libye pour mener des incursions ».